# Данилівка (зупинний пункт, Одеська залізниця)
Дани́лівка — пасажирський залізничний зупинний пункт Херсонської дирекції Одеської залізниці.
Розташований біля села Садки Устинівського району Кіровоградської області на лінії Миколаїв — Долинська між станціями Новоданилівка (3 км) та Долинська (14 км).